# Challenger de Madrid 2025
El torneo Open Comunidad de Madrid 2025, denominado por razones de patrocinio Grand Prix by Mercedes Benz Open Comunidad de Madrid fue un torneo de tenis perteneció al ATP Challenger Tour 2025 en la categoría Challenger 100. Se trató de la 4ª edición; el torneo tuvo lugar en la ciudad de Madrid (España), desde el 7 hasta el 13 de abril de 2025 sobre pista de tierra batida al aire libre.

## Jugadores participantes del cuadro de individuales
| Preclasificado | País                    | Jugador              | Rank1 | Posición en el torneo |
| 1              | Bandera de Croacia      | Borna Ćorić          | 96    | Segunda ronda         |
| 2              | Bandera de Bolivia      | Hugo Dellien         | 102   | Primera ronda         |
| 3              | Bandera del Reino Unido | Billy Harris         | 103   | Primera ronda         |
| 4              | Bandera de Kazajistán   | Alexander Shevchenko | 05    | Segunda ronda         |
| 5              | Bandera vacío           | Pavel Kotov          | 107   | Cuartos de final      |
| 6              | Bandera de España       | Pablo Carreño        | 110   | Cuartos de final      |
| 7              | Bandera de Francia      | Valentin Royer       | 116   | Semifinales           |
| 8              | Bandera de Croacia      | Marin Čilić          | 118   | FINAL                 |

- 1 Se ha tomado en cuenta el ranking del 31 de marzo de 2025.

### Otros participantes
Los siguientes jugadores recibieron una invitación (wild card), por lo tanto ingresan directamente al cuadro principal (WC):
- Pablo Carreño
- Miguel Damas
- Daniel Mérida

Los siguientes jugadores ingresan al cuadro principal tras disputar el cuadro clasificatorio (Q):
- Lorenzo Giustino
- Norbert Gombos
- Jakub Paul
- Zsombor Piros
- Oriol Roca Batalla
- Bernabé Zapata

## Campeones

### Individual Masculino
- Kamil Majchrzak derrotó en la final  a  Marin Čilić por 6–3, 4–6, 6–4

### Dobles Masculino
- Francisco Cabral /  Lucas Miedler derrotaron en la final a  Jakub Paul /  David Pel por 7–6(2), 6–4